# Sharps, Virginia
Sharps (trước đây còn là những tên sau: Griffin, Milden, Milden Village, Milden Wharf, Milton, Milton Wharf, Sharp's Wharf và Sharps Wharf) là một cộng đồng chưa hợp nhất tại Hạt Richmond, Virginia. Nó nằm ở độ cao 9 mét.